# 彼尔姆当代艺术博物馆
彼尔姆当代艺术博物馆是一座位于俄罗斯彼尔姆边疆区彼尔姆的艺术博物馆，成立于2009年春季，与彼尔姆国家美术馆和彼尔姆边疆区博物馆彼此形成了一个博物馆建筑群。彼尔姆当代艺术博物馆由马拉特·格尔曼建立，现任馆长为伊莲娜·佩特洛娃，经常有各种展览、艺术家讲座、讲习班、音乐会和其他艺术表演举办于此。由于举办了关于讽刺2014年索契冬奥会和斯大林的展览，格尔曼在2013年6月被解职。在此之前，英国《金融时报》于2010年4月评价彼尔姆当代艺术博物馆是“俄罗斯最壮观的现代艺术画廊之一”。

## 历史
彼尔姆当代艺术博物馆曾入驻于1940年竣工的斯大林式建筑彼尔姆河轮渡站大厅，但由于建筑存在安全问题，博物馆不得不搬到了现址，即加加林大街24号。彼尔姆当代艺术博物馆由马拉特·格尔曼建立，使得在彼尔姆掀起一场文化革命。与俄罗斯其他地方的“倒退独裁主义”相比，这一文化革命具有自由政治气氛。2004年，在时任州长奥列格·契库诺夫的文化项目推动下，彼尔姆当代艺术博物馆在当地变得逐渐知名。
2013年，作为“白色之夜”全城艺术节的一部分，马拉特·格尔曼举办了关于讽刺2014年索契冬奥会和斯大林的展览。由于这些作品被涉嫌为极端主义，格尔曼于2013年6月被解职。2013年12月，伊莲娜·佩特洛娃被任命担任彼尔姆当代艺术博物馆馆长一职。

## 董事
- 马拉特·格尔曼（英语：Marat Gelman） – 2008年至2013年[5][13]
- 埃琳娜·奥雷尼科娃 – 2013年[5]
- 伊莲娜·佩特洛娃 – 2013年至今[5]